# Isola di Man

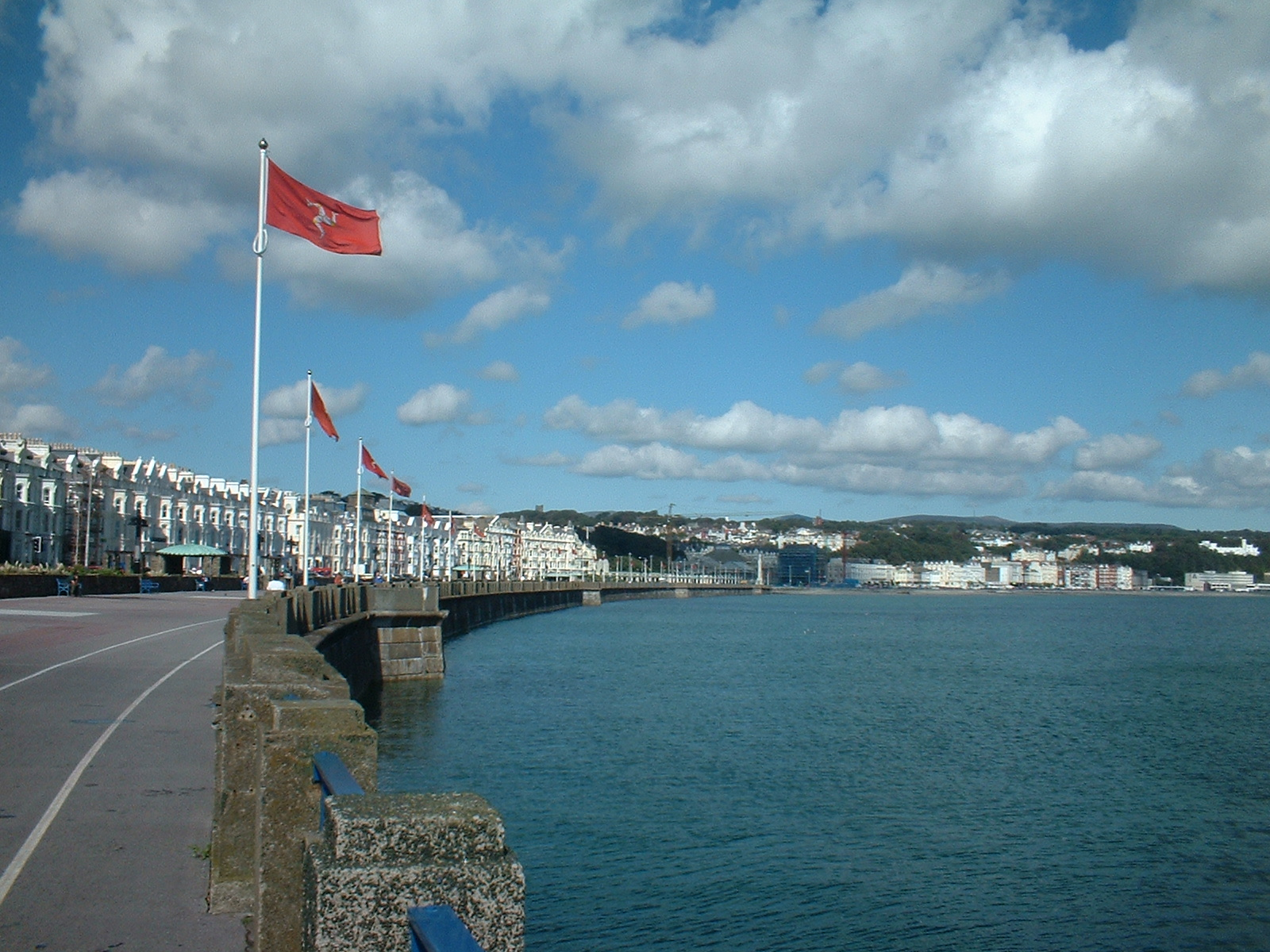
Douglas/Doolish: la capitale dell'isola, con forte presenza di bandiere mannesi e assenza di Union Jack.

L'Isola di Man (in latino Insula Mona; in mannese Mannin [ˈmanɪnʲ] o Ellan Vannin [ˈɛlʲan ˈvanɪnʲ]; in inglese Isle of Man), conosciuta anche come Mann, è un territorio situato in Europa settentrionale, nel mar d'Irlanda, tra le due isole dell'Irlanda e della Gran Bretagna, sul quale il governo locale esercita la propria giurisdizione effettivamente, ma la cui responsabilità è affidata al Regno Unito, essendo difatti una dipendenza della Corona britannica. Non fa dunque parte del Regno Unito, né del Commonwealth delle nazioni.
La nazione è la quinta al mondo per RNL pro capite secondo la Banca Mondiale: i settori più importanti della sua economia sono le assicurazioni e il gioco d'azzardo online, pari al 17% dell'RNL, seguiti dalle TIC e dal settore bancario, pari al 9%.
La festa nazionale è il 5 luglio, il giorno del Tynwald (in mannese Tinvaal).

## Governo

### Ordinamento amministrativo
L'Isola di Man è una dipendenza della monarchia britannica, ma ha un governo autonomo. Il capo dello Stato è il re Carlo III, che ha il titolo di Signore di Man (in inglese Lord of Man, in mannese Chiarn Vanninagh; non esiste la declinazione femminile della carica) ed è rappresentato da un vice governatore (Lieutenant Governor). Il Regno Unito ha responsabilità per la difesa del territorio e di rappresentanza nei congressi internazionali, mentre il governo locale ha competenza su quasi tutti gli affari di politica interna.
Il Parlamento mannese, chiamato Tynwald (in mannese Tinvaal), risale al 979 d.C. ed è formato da due camere: la Camera delle Chiavi (in inglese House of Keys, in mannese Kiare as Feed), eletta direttamente a suffragio universale, e il Consiglio Legislativo (in inglese Legislative Council, in mannese Choonseil Slattyssagh), cui appartengono membri eletti dalla Camera delle chiavi. Esiste anche un Consiglio dei ministri, presieduto da un primo ministro, che dal 2021 è Alfred Cannan. Sotto la pressione delle richieste di riforma per la Camera dei Lord (House of Lords) del Regno Unito, l'apparato governativo dell'isola sta per essere modificato: alcune proposte intendono trasformare il Consiglio Legislativo in una camera di membri a elezione diretta.

### Relazioni esterne
Si ritiene, erroneamente, che l'Isola di Man appartenga al Regno Unito; secondo la legge britannica, in realtà non lo è, almeno formalmente, sebbene il Regno Unito si occupi della politica estera e della difesa. L'isola, negli anni settanta, ebbe una controversia con la Corte europea dei diritti dell'uomo (CEDU), vista la sua riluttanza ad abrogare le leggi sulla fustigazione (punizione corporale per trasgressori maschi); anche la legge sulla sodomia ha resistito a lungo ed è stata modificata solo nei primi anni novanta.
L'isola di Man non è membro (né aderisce) all'Unione europea; tuttavia, il "Terzo Protocollo" del Treaty of accession of the United Kingdom legittima gli scambi commerciali con quote tariffarie non imposte dall'UE e, insieme a un accordo con il Regno Unito su tributi e imposte, favorisce il libero mercato coi Paesi del Regno Unito. Tuttavia, una dicitura sui passaporti impedisce ai cittadini mannesi di risiedere o lavorare liberamente nei paesi dell'UE.
I viaggi e il turismo sull'isola sono regolamentati dalla legislazione locale. I cittadini britannici e della Repubblica d'Irlanda non necessitano di passaporto, quelli dell'UE devono avere una carta d'identità, mentre coloro che provengono da Paesi per i quali è necessario un visto d'ingresso nel Regno Unito devono richiedere anche un visto speciale per l'isola di Man, rilasciato da un ente diplomatico britannico. Tutti i non residenti, compresi i cittadini del Regno Unito, devono avere un permesso di lavoro per poter soggiornare a lungo.

### Politica
Come dipendenza della Corona britannica, l'isola è subordinata al governo del Regno Unito, che tuttavia raramente interferisce con le sue condizioni interne. Il Regno Unito è responsabile della politica estera e della difesa dell'Isola di Man, del "buon governo" e delle relazioni con gli stati stranieri. L'isola non ha rappresentanza al Parlamento britannico e non ne ha avuta al Parlamento europeo.
Il potere legislativo è assicurato da un parlamento locale a due camere chiamato Tynwald, composto dalla Camera delle Chiavi, con elezione diretta, e dal Consiglio legislativo, con elezione indiretta. Dopo ogni elezione parlamentare della Camera delle Chiavi, i membri del Tynwald eleggono tra loro un primo ministro ("Ministro capo") che servirà come capo del governo per cinque anni (fino alle successive elezioni). L'esecutivo è assicurato dal Luogotenente Governatore, dal Primo ministro e dal Consiglio dei ministri dell'Isola di Man. I tribunali sono indipendenti dalle autorità e dai poteri legislativi.

### Cittadinanza
Non è prevista la concessione del privilegio della cittadinanza mannese. I residenti che soddisfano i requisiti necessari a essere cittadini dello Stato ottengono la cittadinanza britannica e sono cittadini britannici.

## Suddivisioni amministrative
L'Isola di Man è divisa in sei distretti amministrativi storici chiamati sheading. I sei sheading sono: Ayre, Glenfaba, Garff, Michael, Rushen e Middle. Essi formano la base di alcuni elettorati e ognuno ha un Coroner, un incarico da non confondere con quello del Coroner for Inquests, ruolo solitamente ricoperto dall'High Bailiff. Una persona può rivestire contemporaneamente la carica di coroner in più di una circoscrizione.
Il termine sheading pare sia una parola di origine normanna, e significhi 'base navale' (difatti, ogni distretto doveva fabbricare un certo numero di navi da guerra), ma potrebbe anche avere un'origine celtica, e il suo significato nel caso sarebbe 'sesta parte'.

## Geografia

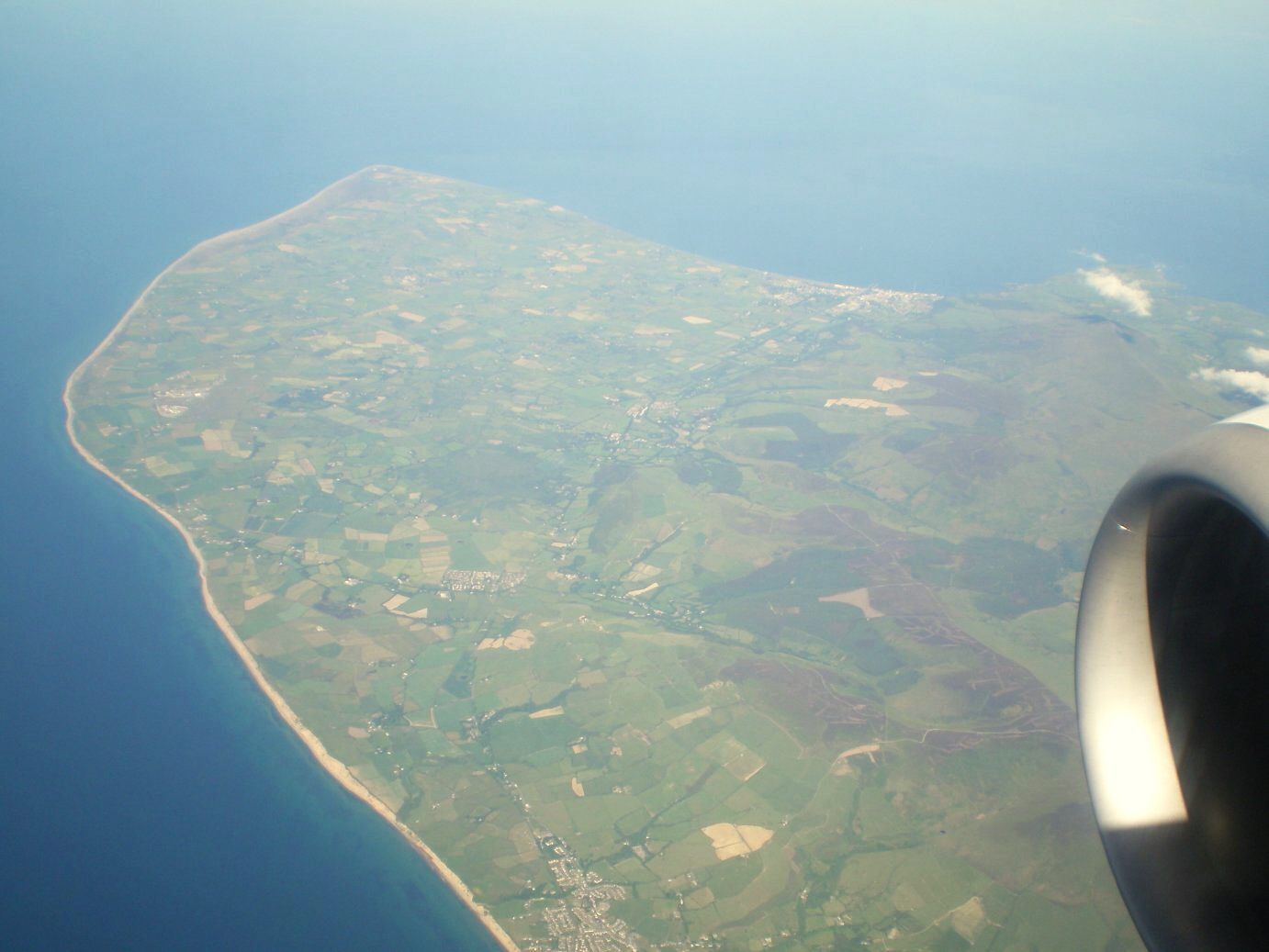
L'isola di Man - Ramsey, Kirk Michael

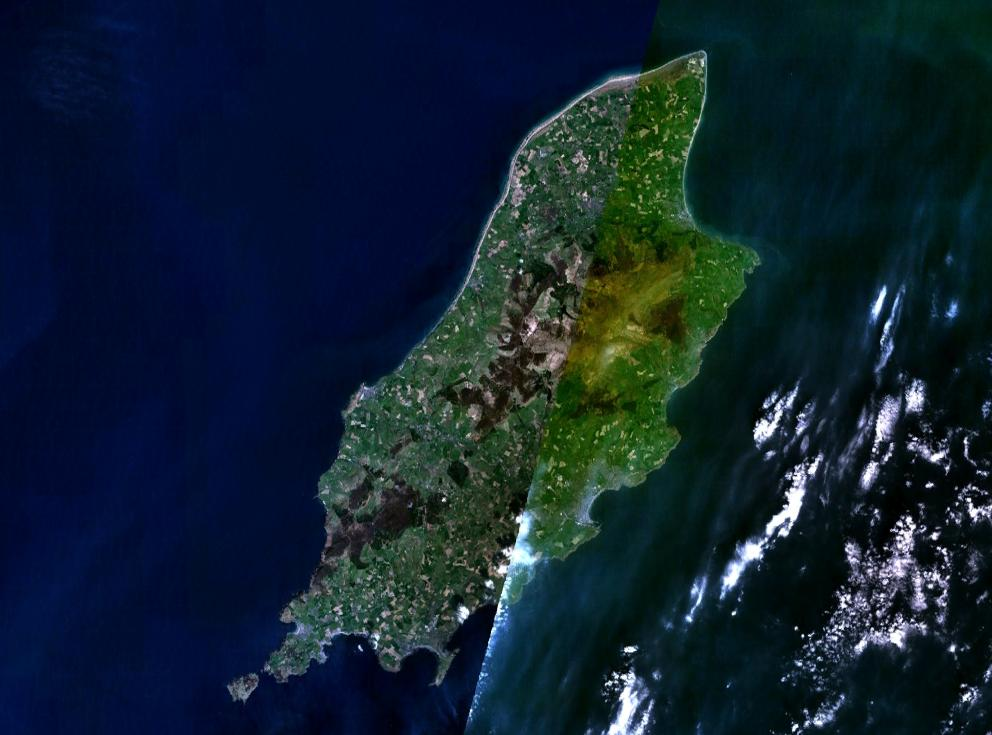
L'isola di Man dal satellite

L'isola ha una superficie di 572 km² e con i suoi 83 314 abitanti ha una densità di 148 ab/km².
È una dipendenza della Corona britannica e gli enti governativi hanno sede a Douglas (27 938 ab.), la capitale, e nelle città di Onchan (9 172 ab.) e Ramsey (7 845 ab.).
È lunga 52 km e, nel suo punto più largo, ampia 22 km. Ha una superficie di circa 572 km².
Le catene di colline a nord e a sud sono separate da una valle centrale. La pianura settentrionale, al contrario, è relativamente piatta, costituita principalmente da depositi provenienti dall'avanzata dei ghiacciai dalla Scozia occidentale durante i periodi più freddi.
Lo Snaefell è il monte più alto dell'Isola di Man. La sua altezza è di 621 m. Un vecchio detto afferma che nelle giornate particolarmente limpide dalla sua cima si possono vedere sei regni: Inghilterra, Scozia, Galles, Irlanda, l'intera Isola di Man e il Paradiso. La cima è raggiungibile con la ferrovia Snaefell Mountain Railway, il cui percorso è di circa 6,4 km, partendo da Laxey. Sulla sommità del monte sono situati un bar e un'antenna per comunicazioni.
L'interno e la costa sono molto simili all'Irlanda occidentale, con zone pietrose disseminate di erica e scogliere suggestive, anche se relativamente basse.
I corsi d'acqua sono di scarsa rilevanza; uno di essi è il Sulby River, un altro è il Greeba.

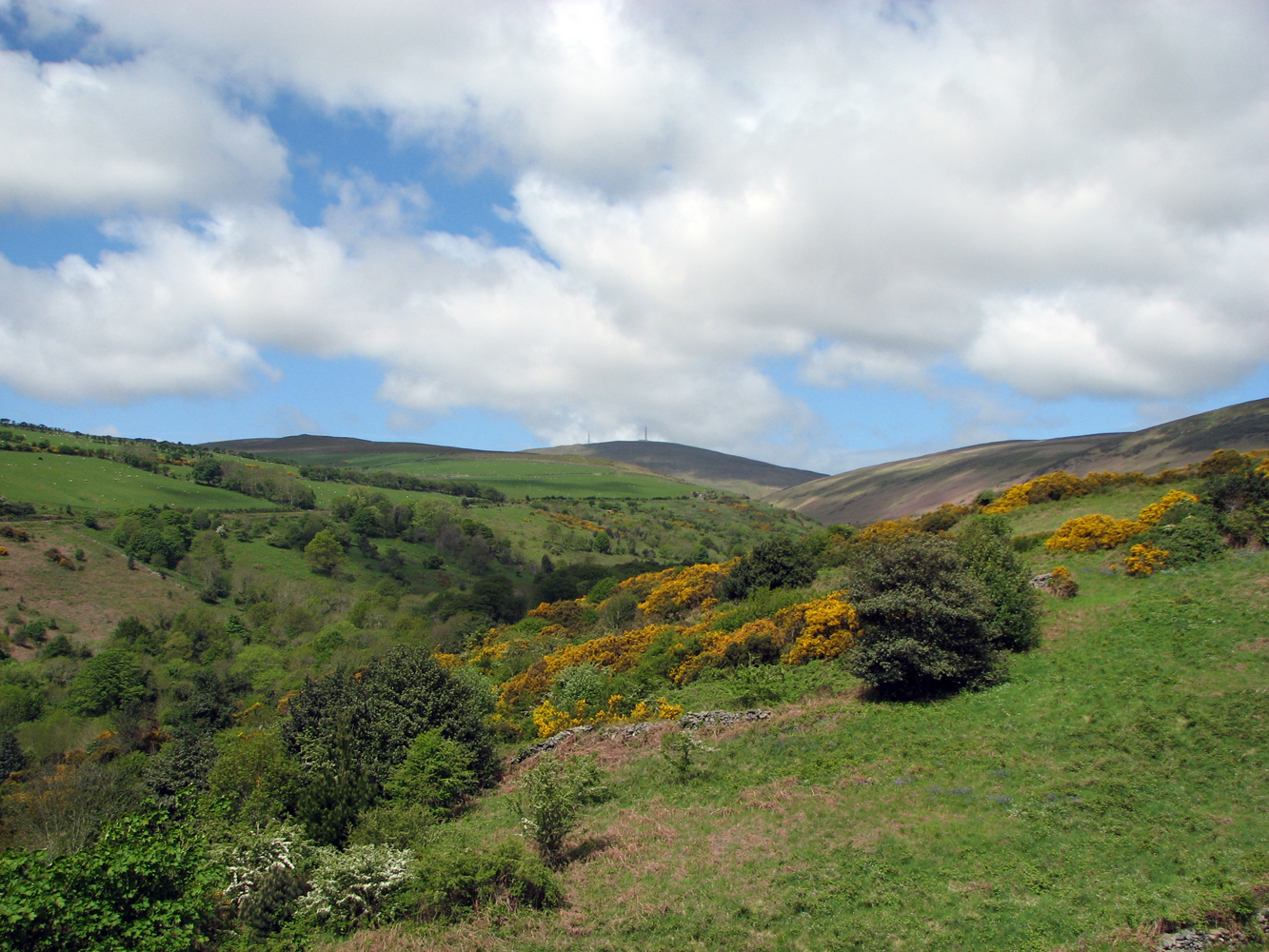
Snaefell
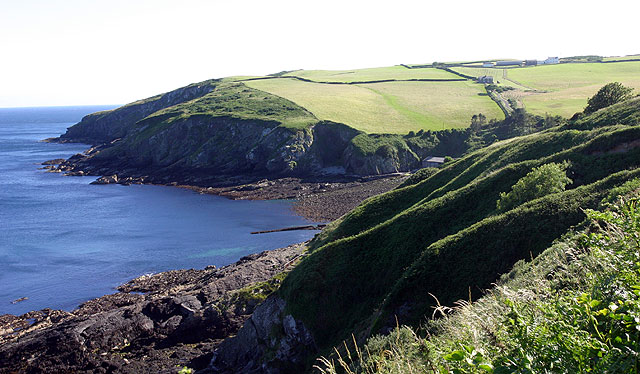
Tratto di costa
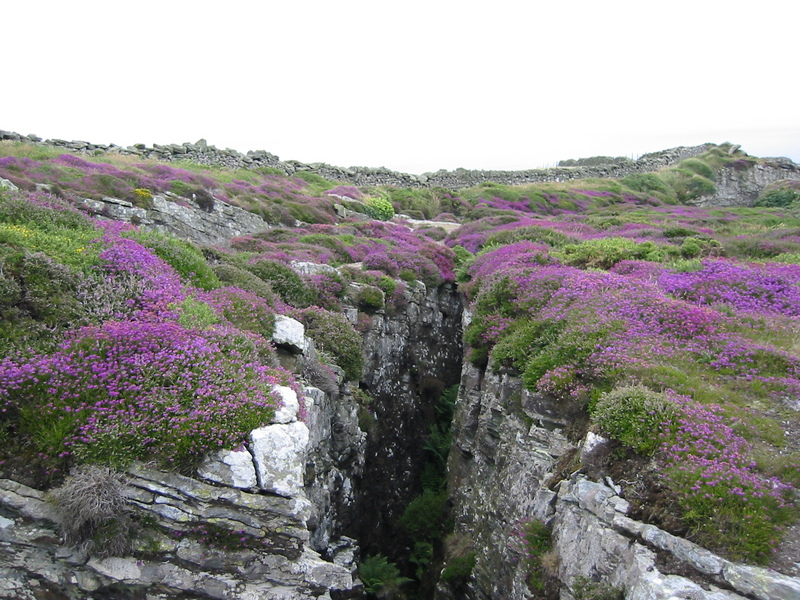
Roccia ed erica nell'interno
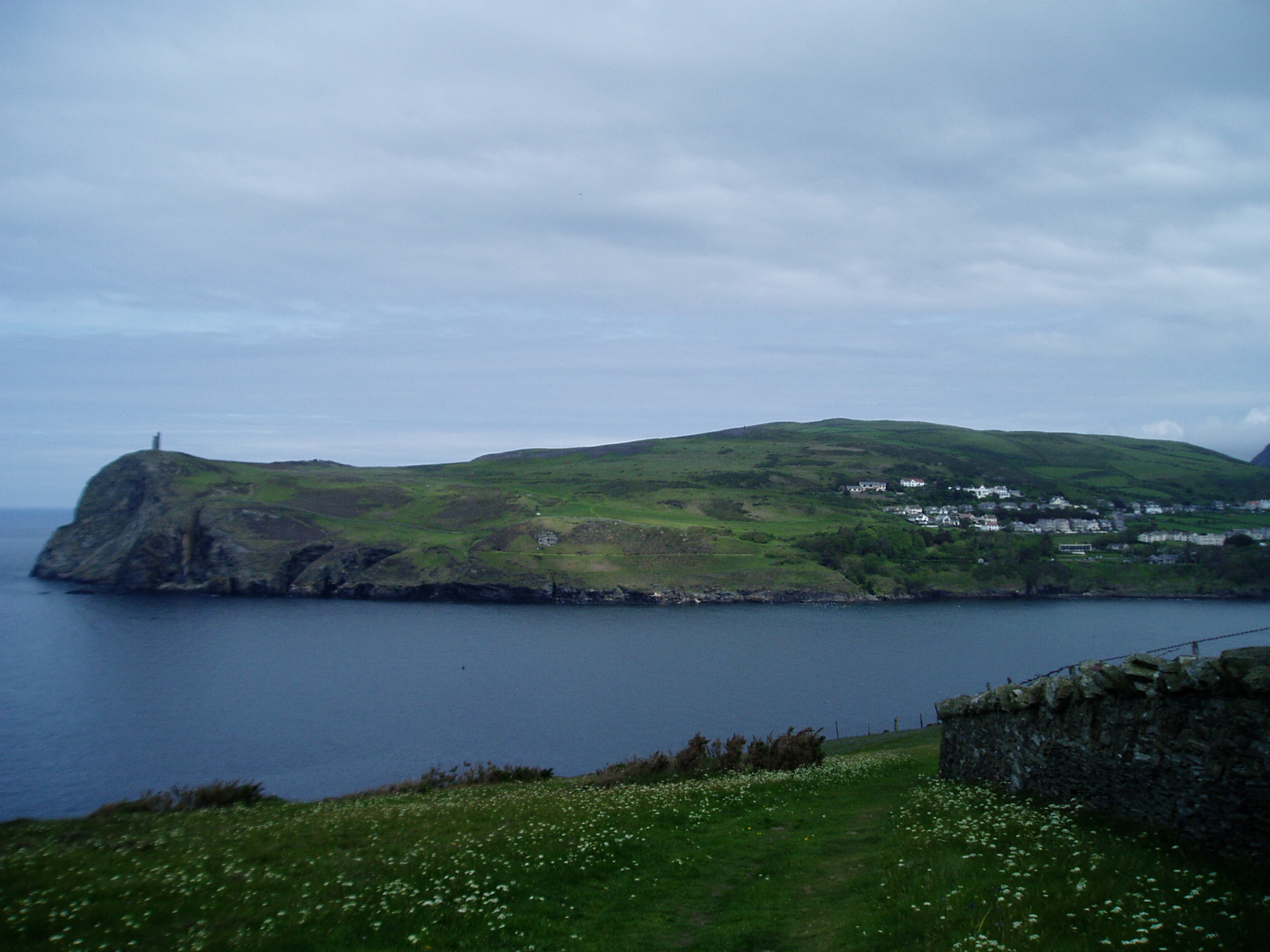
Bradda Head

### Lista delle isole dell'Isola di Man
Oltre all'Isola di Man stessa, l'unità politica dell'Isola di Man comprende diverse isole nel mare d'Irlanda che fanno parte della dipendenza della Corona dell'Isola di Man. Solo due delle isole sono popolate, mentre le altre due isole sono unite all'Isola di Man da strade rialzate.

#### Isole dell'Isola di Man

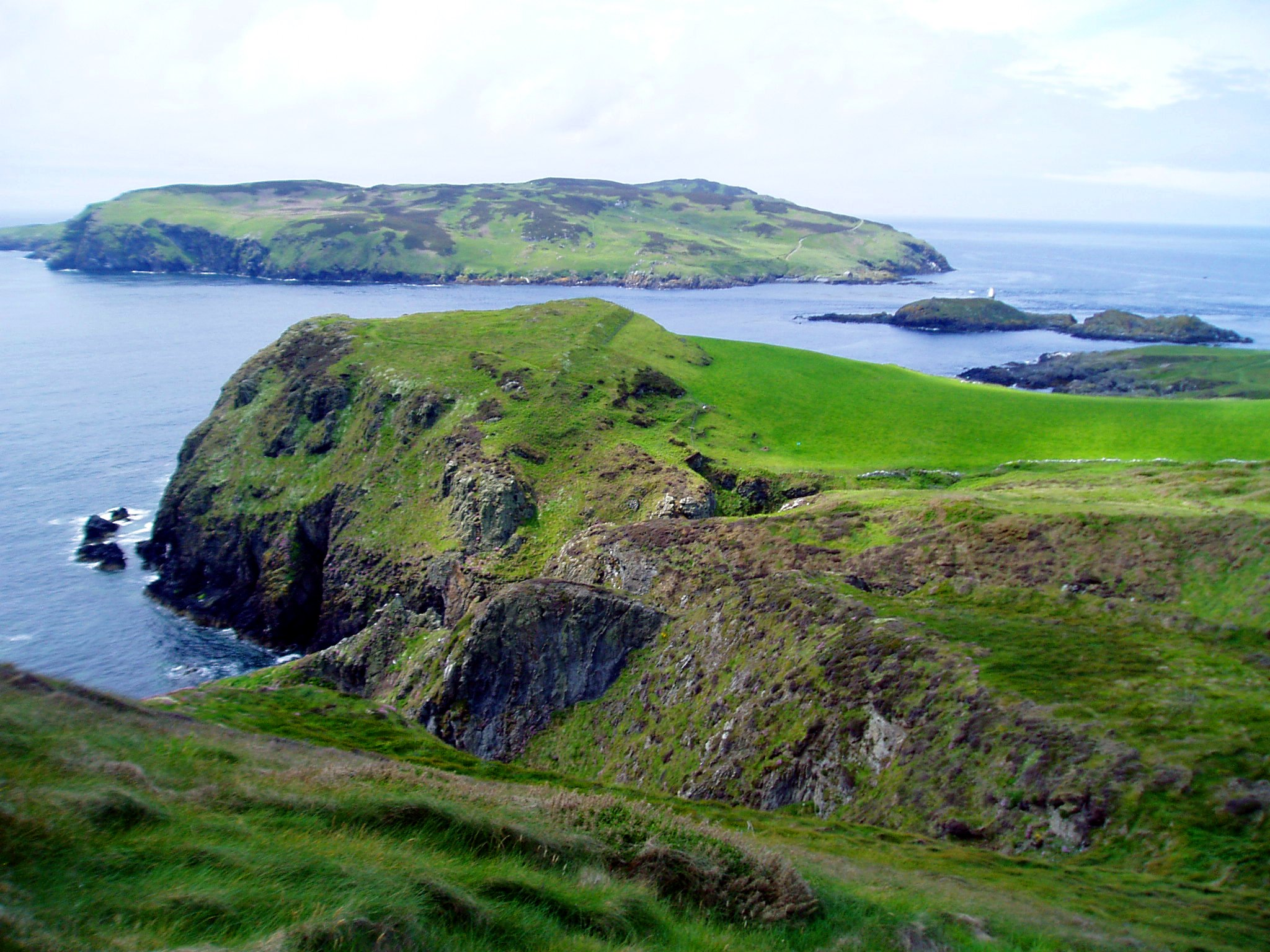
Calf of Man

| Nome              | Area (km²) | Rango (area) | Popolazione | Rango (pop.) |
| ----------------- | ---------- | ------------ | ----------- | ------------ |
| Isola di Man      | 572        | 01           | 84,069      | 01           |
| Calf of Man       | 2,6        | 02           | 2           | 02           |
| St Michael's Isle | 0,0514     | -            | -           | -            |
| St Patrick's Isle | -          | -            | -           | -            |

#### Isolotti
- Kitterland ( Famman Kitterland)
- St Mary's Isle, o Conister Rock ( Kione y Sker o Creg Voirrey )
- Chicken Rock (o Chicken's Rock) ( Carrick ny Kirkey )

#### Isole in epoca preistorica
- Penisola di Langness (popolazione circa 30)

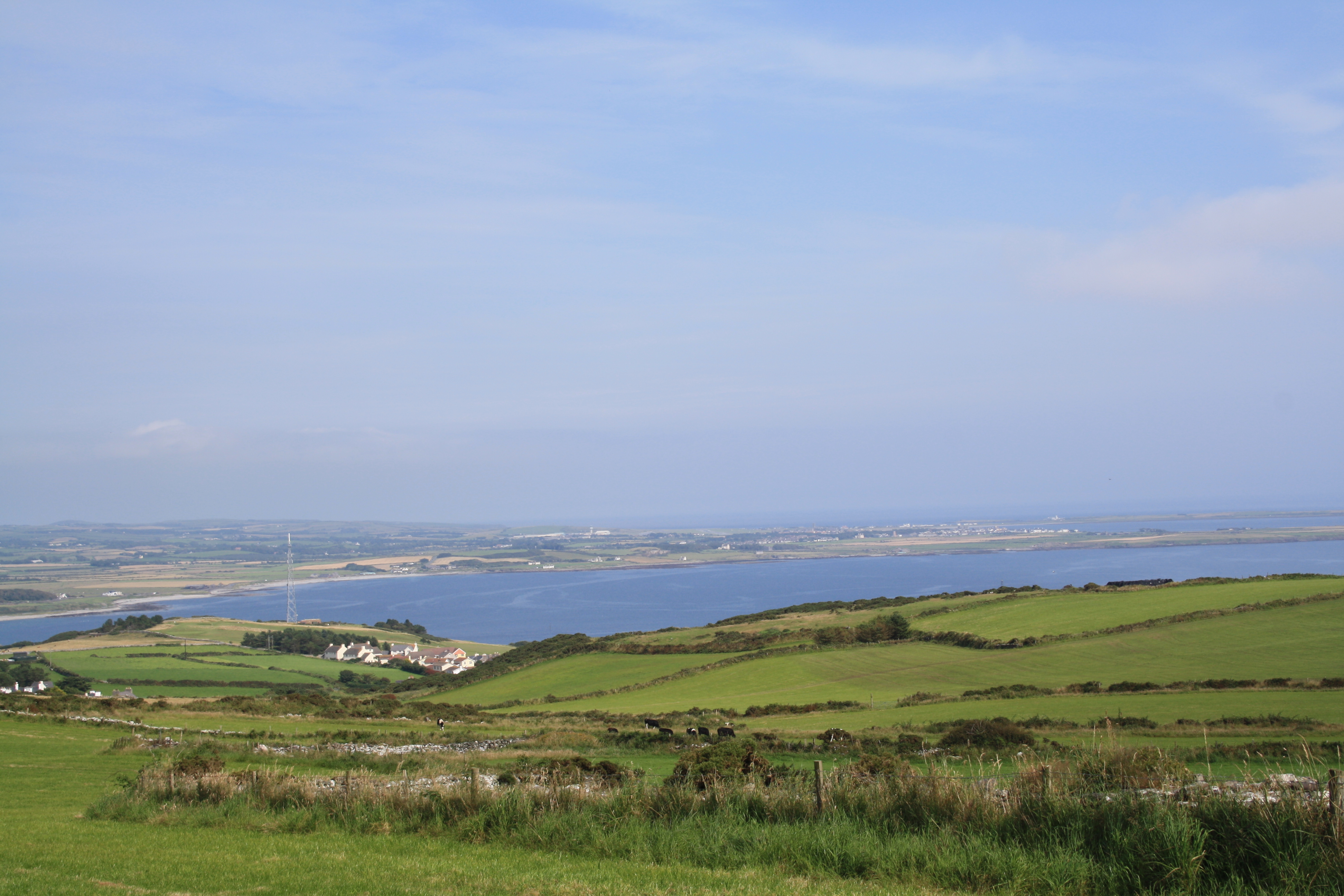
Cregneash, Isle of man.

## Economia

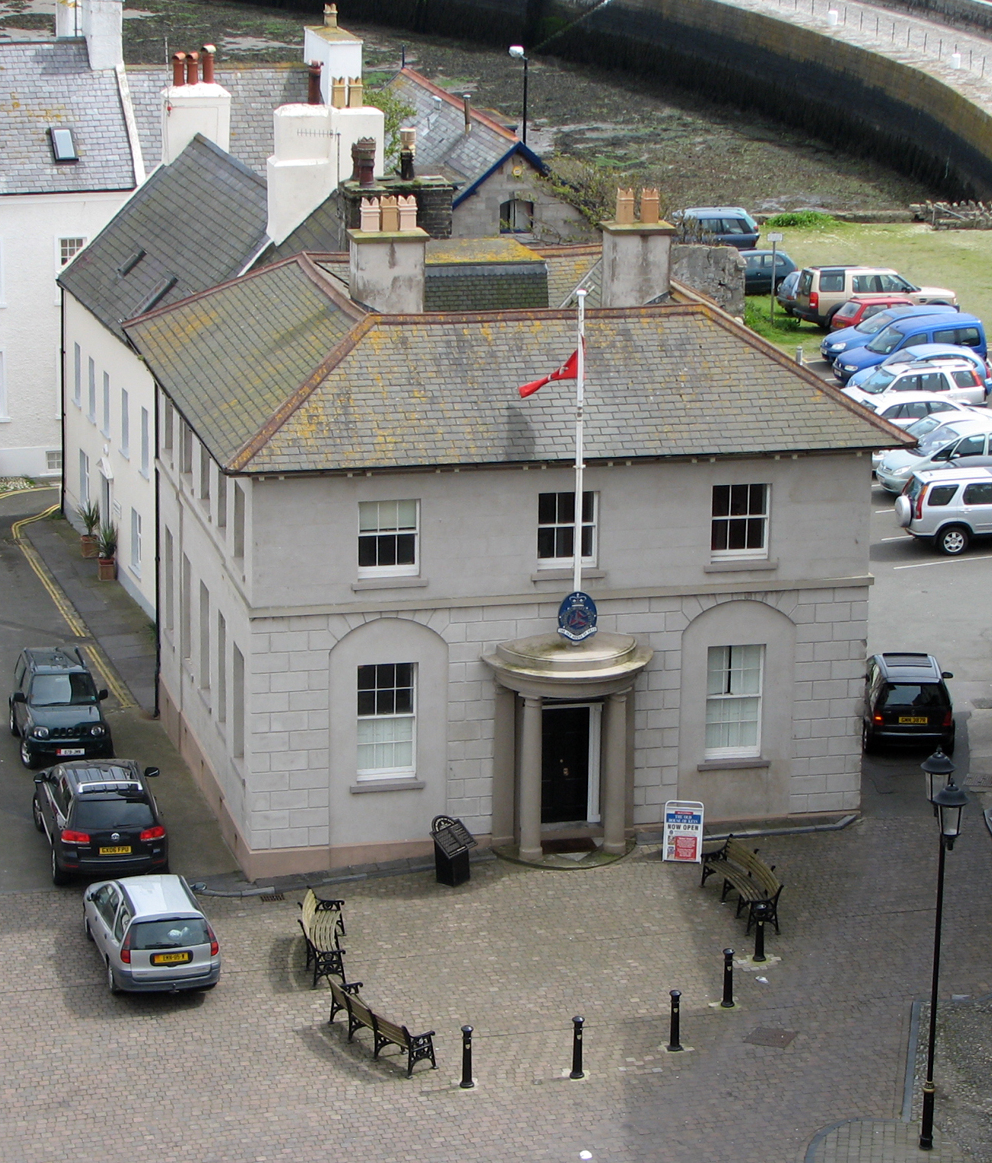
Vecchia House of Keys, Castletown: posto storico di una delle camere del Tynwald

In passato i settori trainanti erano la pesca e l'agricoltura, ma oggi a essi si sono affiancati settori più redditizi. Basata sul turismo, la finanza e l'industria manifatturiera, l'economia dell'Isola di Man si è sviluppata anche grazie al basso livello di imposizione fiscale e ai sussidi, che hanno indotto molte imprese ad alta tecnologia ed enti finanziari a insediarsi nel territorio: importanti sono anche il gioco d'azzardo online (che nel 2014 rappresentava il 10% dei redditi dell'isola) e l'industria cinematografica. Aperta ai mercati dell'Unione europea, l'isola commercia soprattutto con lo stesso Regno Unito e nell'ottobre del 2014 ha siglato un accordo con l'OCSE sullo scambio di informazioni per la prevenzione dell'evasione fiscale.

## Storia
Leggenda vuole che l'isola sia stata formata dal gigante irlandese Fionn mac Cumhaill durante una battaglia a distanza col suo rivale scozzese: il personaggio mitologico avrebbe strappato dal terreno un'enorme porzione di terra formando il Lough Neagh, ma, difettando di buona mira, l'avrebbe scagliato nel Mar d'Irlanda formando l'isola.
Dopo una serie di sovrani britannici, l'isola fu invasa dai sassoni e fu poi un avamposto vichingo. Nel 1079 fu colonizzata dai norvegesi e annessa al regno di Norvegia a opera di Godred Crovan. Divenne poi un dominio scozzese nel 1266, come sancito nel Trattato di Perth e poi, nel XIII secolo, cadde in mano a Edoardo I d'Inghilterra. Nel 1765 passò sotto il controllo della monarchia inglese.

### Il Tynwald
Il parlamento dell'isola, il Tynwald, istituito nel 979 d.C., pur non essendo il più antico del mondo, è sicuramente quello che è in funzione da più tempo, non avendo mai interrotto le proprie attività; sia quello islandese sia quello delle isole Fær Øer vennero istituiti in data anteriore, ma furono temporaneamente aboliti, rispettivamente tra il 1800 e il 1845 e tra il 1816 e il 1852. La sede è a Douglas, la capitale, e oggi è il simbolo dell'unità e dell'indipendenza raggiunta dopo secoli di contese tra vari popoli per il predominio sull'isola.

### La Triscele

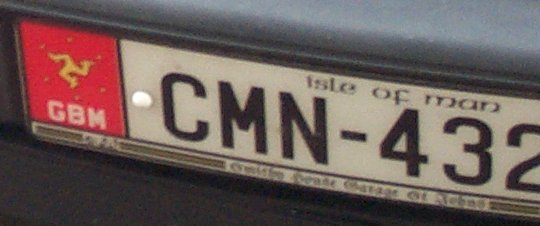
Targa automobilistica, con la triscele

L'antico emblema dell'Isola di Man conosciuto da secoli è la Triscele, una figura formata da tre gambe piegate, ognuna con uno sperone, che partono da un centro comune. Non esiste un'immagine ufficiale, poiché è raffigurato con diverse varianti sulla stampa di governo, sulle monete, sulle bandiere, sulle pubblicazioni turistiche.
Il simbolo non ha relazione con il similare emblema della Sicilia. È tuttavia interessante notare che anche l'emblema della Sicilia, il cui parlamento tra l'altro è tra i più antichi al mondo (1097), è un particolare triscele, che richiama la forma a tre punte dell'isola (donde essa era conosciuta in epoca classica anche come Trinacria).

## Trasporti

### Aeroporti
L'isola di Man è servita da un unico aeroporto commerciale, l'Aeroporto dell'Isola di Man. Da esso sono operati voli di linea e charter verso numerosi aeroporti del Regno Unito e d'Irlanda.

## Fauna

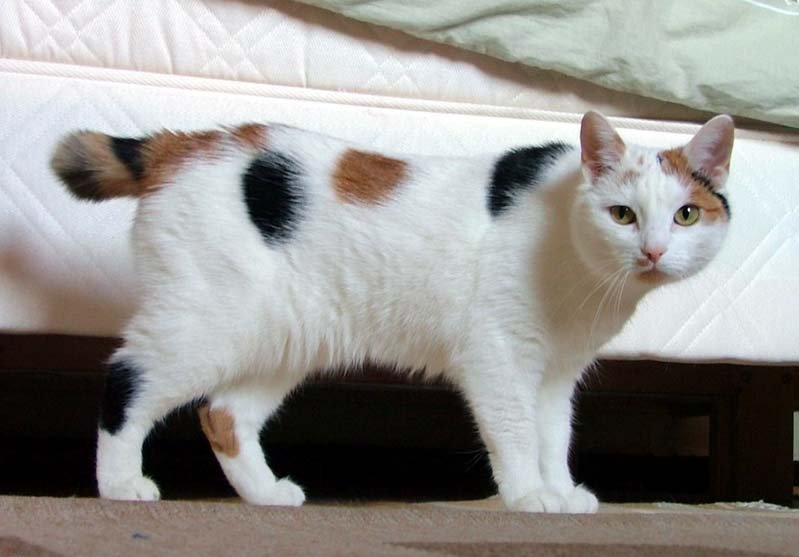
Esemplare femmina di gatto dell'isola di Man

L'isola di Man è nota per una particolare razza endemica di gatti, detta appunto gatto dell'Isola di Man o gatto Manx, celebre per la condizione genetica (tra altre caratteristiche peculiari) della mancanza della coda, e della lunghezza delle zampe anteriori che è inferiore alle posteriori.
L'uomo è stato causa di una singolare aggiunta alla fauna selvatica locale: negli anni '70 alcuni wallaby (piccoli canguri) sfuggirono a un parco con fauna esotica e si riprodussero nei boschi vicini. Oggi esiste sull'isola di Man una popolazione di circa 100 marsupiali della specie Macropus rufogriseus.

## Cultura
L'Isola di Man ha un ricco patrimonio culturale, con forti influssi derivanti dalle sue origini celtiche e norvegesi. Attualmente si sta riscoprendo la lingua mannese, molto simile al gaelico scozzese e all'irlandese; l'ultima persona ad averla parlata come lingua madre, Ned Maddrell, è morta nel 1974.
L'isola, alla luce del particolare status giuridico, ha un proprio inno (Arrane Ashoonagh dy Vannin).
Sull'isola ha sede Canonical Ltd, una società privata promotrice del software libero (Linux) e fondatrice di Ubuntu.

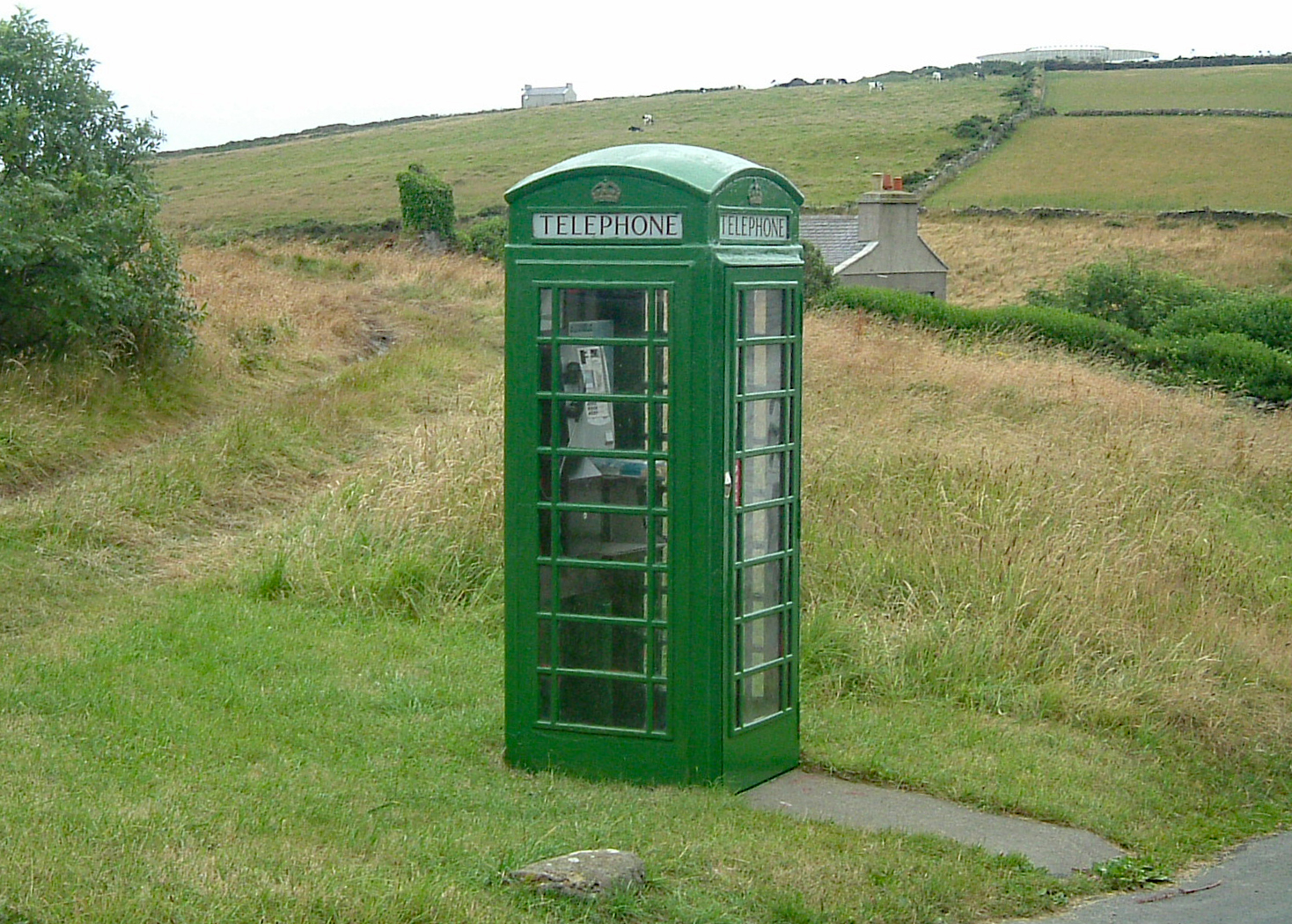
Una classica cabina telefonica inglese ridipinta in verde per il film Svegliati Ned.

Il Manx Telecomputer Bus è un'aula scolastica mobile che dal 1998 fa conoscere le ultime innovazioni tecnologiche a più di quaranta scuole presenti sull'isola.
Il successo riscosso dal personaggio di Harry Potter è tale che l'Isola di Man ha persino coniato monete con l'effigie del giovane mago, battute in differenti tagli dal 2001, che hanno valore legale.

## Giornata nazionale
Di solito celebrata il 5 luglio è la giornata nazionale nota come Laa Tinvaal o Tynwald Day.

## Missioni spaziali
Il 19 ottobre 2011 è stato lanciato ViaSat-1, il primo satellite dell'Isola di Man.

## Sport

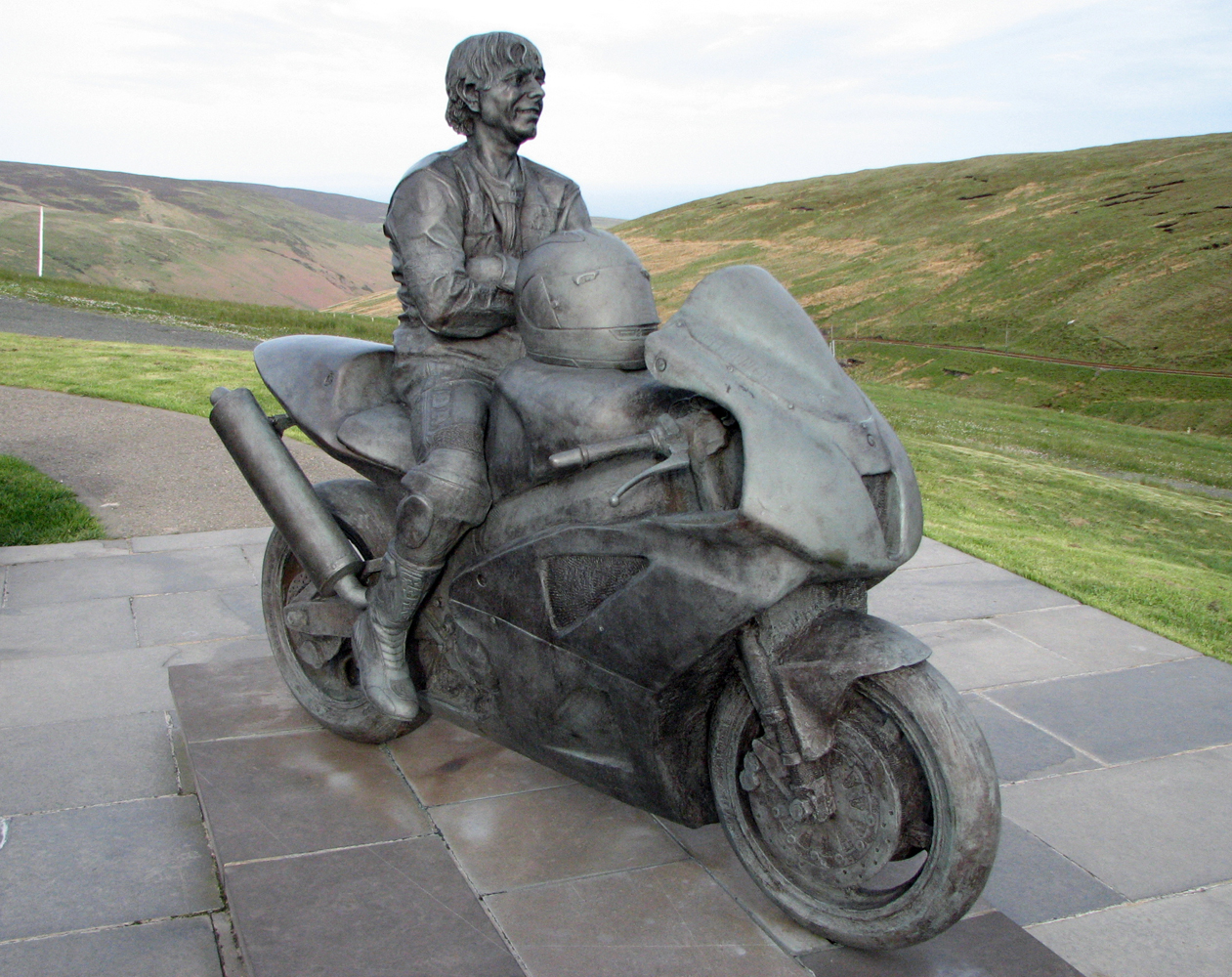
Monumento sullo Snaefell (monte più alto dell'isola) al TT. La statua è dedicata a Joey Dunlop, morto in gara nel 2000 a Tallinn, Estonia, e considerato fra i piloti più rappresentativi della manifestazione.

Lo sport principale è il cricket, vista l'influenza culturale britannica. Un altro sport praticato sull'isola è il calcio. Il Campionato di calcio è organizzato dalla Federazione calcistica dell'Isola di Man (IoMFA). Considerato che la federazione non è membro né dell'UEFA né della FIFA, i campionati si svolgono solamente a livello amatoriale. La Selezione di calcio dell'Isola di Man dipende dalla Federazione calcistica dell'Isola di Man fondata nel 1890.
Ogni anno si svolge sull'isola il celebre Tourist Trophy, noto anche come TT. Gara pericolosa a causa delle insidie del percorso ma estremamente affascinante, è considerata uno degli eventi motociclistici più attesi e suggestivi. L'evento, disputato sul difficilissimo Circuito del Mountain, attrae decine di migliaia di persone di tutto il mondo e catalizza l'attenzione di tutta l'isola, rappresentandone l'evento turistico e mediatico più importante dell'anno.
Nativo dell'isola di Man è inoltre il ciclista Mark Cavendish, tra i più forti velocisti di sempre.

## Film ambientati o girati nell'isola di Man
- L'isola del peccato (The Manxman), regia di Alfred Hitchcock (1929)
- Cremaster 4, regia di Matthew Barney (1995)
- La mia nuova vita col nonno (Owd Bob), regia di Rodney Gibbons (1997)
- Svegliati Ned (Waking Ned), regia di Kirk Jones (1998)
- The Libertine, regia di Laurence Dunmore (2004)
- La famiglia omicidi (Keeping Mum), regia di Niall Johnson (2006)
- Miss Potter, regia di Chris Noonan (2006)
- La scomparsa di Alice Creed (The Disappearance of Alice Creed), regia di J Blakeson (2009)
- TT3D: Closer to the Edge, regia di Richard de Aragues (2011)